# Klio

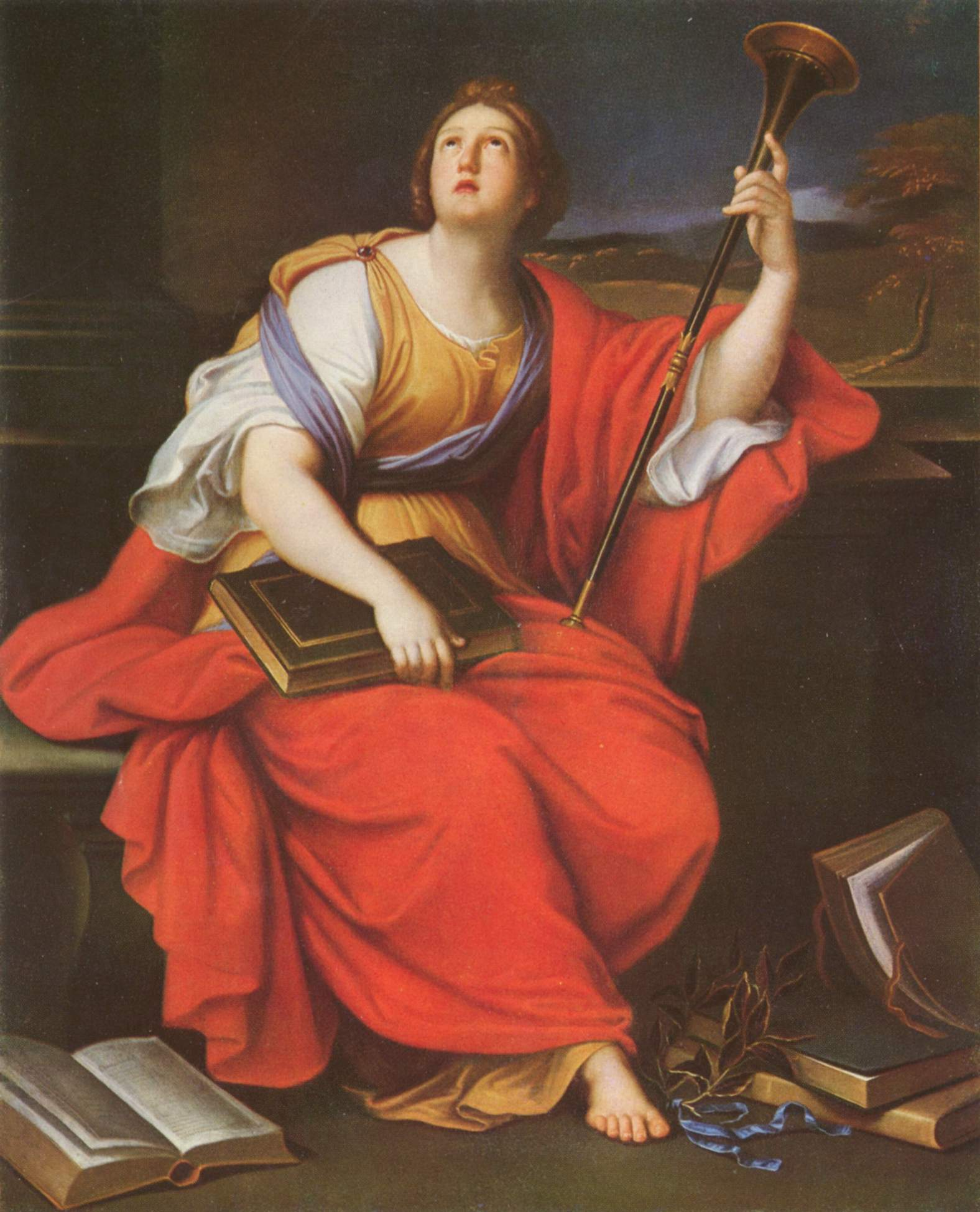
Clio av Pierre Mignard.

Klio (grekiska: Κλειώ, Kleio) eller Clio (latin) är i grekisk mytologi hjältediktens, retorikens och framförallt historieskrivningens beskyddarinna. Liksom alla muser är hon dotter till Zeus och Mnemosyne. Hon avbildas oftast med en lur och ett vattenur. Namnet kommer av roten κλέω/κλείω, som betyder "skildra" eller "göra berömd".
Enligt traditionen ska hon, efter att ha tillrättavisat Afrodite för gudinnans kärlek till Adonis, blivit straffad av Afrodite som gjorde så att Clio blev förälskad i Pierus, kungen av Makedonien. Den son hon fick med Pierus, Hyakinthos, var en vacker man som sedan blev dödad av sin älskare, guden Apollon. Ur Hyakinthos blod växte sedan en blomma.